# Стама
Стама (пол. Stama, нім. Groß Stamm) — село в Польщі, у гміні Сорквіти Мронґовського повіту Вармінсько-Мазурського воєводства.
Населення — 70 осіб (2011).
У 1975-1998 роках село належало до Ольштинського воєводства.

## Демографія
Демографічна структура станом на 31 березня 2011 року:
|          | Загалом | Допрацездатний вік | Працездатний вік | Постпрацездатний вік |
| -------- | ------- | ------------------ | ---------------- | -------------------- |
| Чоловіки | 35      | 9                  | 24               | 2                    |
| Жінки    | 35      | 10                 | 21               | 4                    |
| Разом    | 70      | 19                 | 45               | 6                    |